# 市街地
市街地（しがいち）とは、家屋、商業施設や商店・商店街が密集した土地、区域をさす言葉。市区町村内で比較的大きい街や町のことを指す。農村的地域の対義としては「都市的地域」の語があり、国勢調査に用いられる区分としてDID（人口集中地区）の語がある。市と付くが、行政区分における市に限定される用語では無い。
消防水利では、市街地を「消防力の基準」（平成12年消防庁告示第1号）第2条第1号に定義しており、建築物の密集した地域のうち、平均建ぺい率がおおむね10％以上の街区がひと固まりとなり人口1万人以上となっている区域とした。また、1万人以上の区域がなくても、人口千人以上の区域（準市街地）が近接して複数あり1万人になる場合は、市街地とすることとしている。
以下に、各法令や行政において用いられる関連用語について列挙する。

## 中心市街地
中心市街地の活性化に関する法律で用いられる語。

## 既成市街地
首都圏整備法で用いられる語。第2条で定義されており、産業又は人口が相当程度集中し、公共施設の整備及び土地の高度利用等の市街地としての開発が既に行われている地域である。具体的には同法施行令により定められており、東京都区部、武蔵野市の全域と三鷹市、横浜市、川崎市、川口市の一部である。
また、近畿圏整備法による「既成都市区域」もほぼ同義に扱われており、同法施行令により大阪市の全域と、京都市、守口市、布施市、堺市、神戸市、尼崎市、西宮市、芦屋市の一部が指定されている。
これらの地域では、工場や事業所の過密を解消する必要があるとの目的から、租税特別措置法第37条により、既成市街地の中から外への事業所や設備の移転について法人税法上の優遇措置がある。
さらに既成市街地の事業所には、地方税法により市税として事業所税が課される。

## 密集市街地
密集市街地における防災街区の整備の促進に関する法律（密集市街地整備法）第2条で、密集市街地とは当該区域内に老朽化した木造の建築物が密集しており、かつ、十分な公共施設がないことその他当該区域内の土地利用の状況から、その特定防災機能が確保されていない市街地としている。木造住宅が密集していることから、『木造住宅密集地域』（『木密（もくみつ）』と略されることもある）や、『木造住宅密集市街地』と呼ばれることもある。過密も参照。
国土交通省が2023年（令和5年）に公表した『密集市街地の整備改善について』によれば、全国の密集市街地の総面積は約1875haであり、2021（令和3年）に閣議決定された『住生活基本計画』において2030年（令和12年）までに解消することを目指している。
- 「地震時等に著しく危険な密集市街地」の地区数・面積一覧 （R6年現在）[5]

| 都道府県名 | 面積（ha） | 関連自治体                                       |
| ---------- | ---------- | ------------------------------------------------ |
| 埼玉県     | 54         | 川口市                                           |
| 千葉県     | 8          | 浦安市                                           |
| 東京都     | 58         | 台東区、墨田区、品川区、大田区、北区             |
| 神奈川県   | 301        | 横浜市                                           |
| 滋賀県     | 10         | 大津市                                           |
| 京都府     | 220        | 京都市                                           |
| 大阪府     | 718        | 大阪市、堺市、豊中市、門真市、寝屋川市、東大阪市 |
| 兵庫県     | 186        | 神戸市                                           |
| 高知県     | 18         | 高知市                                           |
| 長崎県     | 89         | 長崎市                                           |
| 全国 計    | 1662       |                                                  |

### 密集住宅市街地整備促進事業
かつては木造の密集市街地の定義や基準は、適用される事業制度に応じて様々であったので、2000年の住宅宅地審議会では、住宅市街地の基礎的な安全性を緊急に確保することを目的に、「緊急に改善すべき密集住宅市街地」の基準を設定し、 緊急に改善すべき密集住宅市街地の基準（第八期住宅建設五箇年計画（本文の別紙4）） 重点密集市街地の基準、第八期住宅建設五箇年計画に定められた「緊急に改善すべき密集住宅市街地」及び「重点密集住宅市街地」を定め、重点密集市街地における不燃領域率を向上させるため、老朽建築物から耐火・準耐火建築物である共同住宅等へと建替える事業展開を図ることとした。
これらは密集住宅市街地整備促進事業といい、老朽住宅等の密集や公共施設の著しい不足などがみられる住宅市街地や木造住宅が密集し防災上危険度の高い地域において、防災性の向上と居住環境の改善を図ることを目的に、老朽建築物の除却・建替えや、地区施設の整備などを総合的に行うことで、良好な住環境を備えた住宅の整備を行う。防災性の向上と良好な住環境の整備を促進し災害に強いまちづくりをすることを目的に、老朽住宅が密集し、道路や公園等の公共施設が未整備なため、良好な住宅の供給と住環境の改善が必要な地区において実施。
自治体では密集住宅市街地整備促進事業制度要綱を制定し、大臣承認をうけた整備計画に基づき、老朽木造賃貸住宅の建替えを促進し、道路・公園などの公共施設の整備を図り、良好な住環境を形成するなど、防災性の向上をめざしている。土地区画整理事業のように街の街区改造整備だけではなく、従前の道路、公園や建物の配置、住民の生活やコミュニティーなど、まちの伝統や良さを生かしつつ、区と地域住民との協働により、災害対策を施す。

## 市街地化
都市計画の分野では、市街化区域、市街化調整区域/市街地化調整区域等という言葉があり、市街化とは、農業的土地利用などから都市的土地利用に転換を図ることで市街化区域にすることを指し、宅地としての土地被覆の安定化を進めるものとされているが、一般に市街地と化すさまを市街地化、市街化と呼んでいる。『図解入門ビジネス最新建築基準法の基本と仕組みがよーくわかる本: 図解でカンタン、わかりやすい建築基準法』(不動産建築行政法規研究会 2008年)では、「市街化」とは、建築物が数多く建築されていることと考えればよいとしている。京都の高校教諭米澤信道は、2000年京都セミガラ調査（京都市職労）で2000年における、セミの脱け殻調査の結果を公開、セミの脱皮殻を指標に、市街地京都の自然度分布を考察している。

## 拠点市街地
都市構造の再編に資する市街地内の拠点を拠点市街地といい、大都市・地域の中心となる都市等において、既成市街地内の鉄道跡地・臨海部の工場跡地等を活用して整備を推進されている。例としては次の通り。
- 長町地区（宮城県仙台市）
- 秋葉原駅付近（東京都千代田区等）
- 大手町（東京都千代田区）
- 東静岡駅周辺（静岡県静岡市）
- 尾張西部都市拠点（愛知県稲沢市）
- 大阪駅北大深東（大阪府大阪市）
- あまがさきキューズモール（兵庫県尼崎市）
- 古高松（高松都市圏拠点市街地）
- 屋島地区（高松都市圏拠点市街地）
- 高知駅周辺（高知県高知市）
- 香椎副都心（福岡県福岡市）
- 熊本駅西（熊本県熊本市）

このほかに、津波防災地域づくりに関する法律によって、「一団地の津波防災拠点市街地形成施設」が定められた。これは、都市計画運用指針改正案で、津波による災害の発生のおそれが著しく、かつ、当該災害を防止し、又は軽減する必要性が高いと認められる区域で都市機能を津波が発生した場合においても維持するための拠点となる市街地の整備を図る観点から、当該市街地が有すべき諸機能に係る施設を一団の施設としてとらえて一体的に整備することを目的とするものであり、当該市街地が有すべき機能に応じて住宅施設、津波防災地域づくりに関する法律第二条第十四項に規定する特定業務施設をいう。

## 複合市街地
複合市街地とは、商店や住宅、工場や工業地が混在して市街地を形成しているものを指す。都心では特に住・商・工が調和のとれた複合的都市空間が重要な役割を担うようになってきているためで、従来の「無秩序な混在」とは違った多様な機能の計画的集積を積極的に評価し、また「都心等拠点地区」の周辺でこうした複合的整備を促進する地域を「複合市街地ゾーン」と呼んでいる。

## 住宅市街地
新住宅市街地開発法で用いられる語。法令上の明確な定義はないが、第1条に「住宅に対する需要が著しく多い市街地の周辺の地域における住宅市街地の開発云々」のくだりがあり、都市郊外のベッドタウンを想定した語である。高度経済成長期においてこの法に基づき、新住宅市街地開発事業が大々的に行われ、マンモス団地やベッドタウンが次々と造成された。しかし、平成の現在においてはこの法を適用した開発は行われていない上、かつての「住宅市街地」は老朽化・住民の高齢化による空洞化に直面しており、もはや「住宅市街地」は二重の意味で老化した語である。